# Птичский сельсовет
Птичский сельсовет — административная единица на территории Петриковского района Гомельской области Республики Беларусь. Административный центр — агрогородок Птичь.

## Состав
Птичский сельсовет включает 7 населённых пунктов:
- Багримовичи — деревня
- Бобречье — деревня
- Млынок — деревня
- Птичь — агрогородок
- Радков — деревня
- Рог — деревня
- Хусное — деревня